# Maccabi Ironi Aszdod
Maccabi Ironi Ashdod Football Club (hebr.: מכבי עירוני אשדוד) – założony w 1961 roku izraelski klub piłkarski z siedzibą w Aszdod. Występował w Liga Leumit, rozgrywając swoje mecze na Stadionie Jedenastu. W 1999 połączył się z Hapoel Aszdod, tworząc nowy klub Moadon Sport Aszdod.

## Historia
Oryginalny klub Maccabi Aszdod został założony w 1961 roku. W sezonie 1979/80 grupa absolwentów po raz pierwszy wyskoczyła, Czwarta Dywizja. Pod koniec sezonu 1992/93 zespół osiągnął pierwszą ligę w Izraelu. Pod koniec sezonu 1994/1995 zespół przeniósł się do drugiego oddziału w Izraelu. Pod koniec sezonu 1996/97 zespół wrócił do pierwszego oddziału.

### Odbudowa
W kwietniu 2015 roku klub został przebudowany, przez swoich oryginalnych fanów. Utworzono grupę absolwentów, która została zarejestrowana w Liga Gimel (ostatnia liga w Izraelu). Ponadto powstała nowa dział młodzieżowy. Pod koniec sezonu 2015/16 zespół przeszedł do czwartej części (Liga Bet). W grach z dużą widownią, zespół gra na Stadionie Jedenastu.

## Znani piłkarze

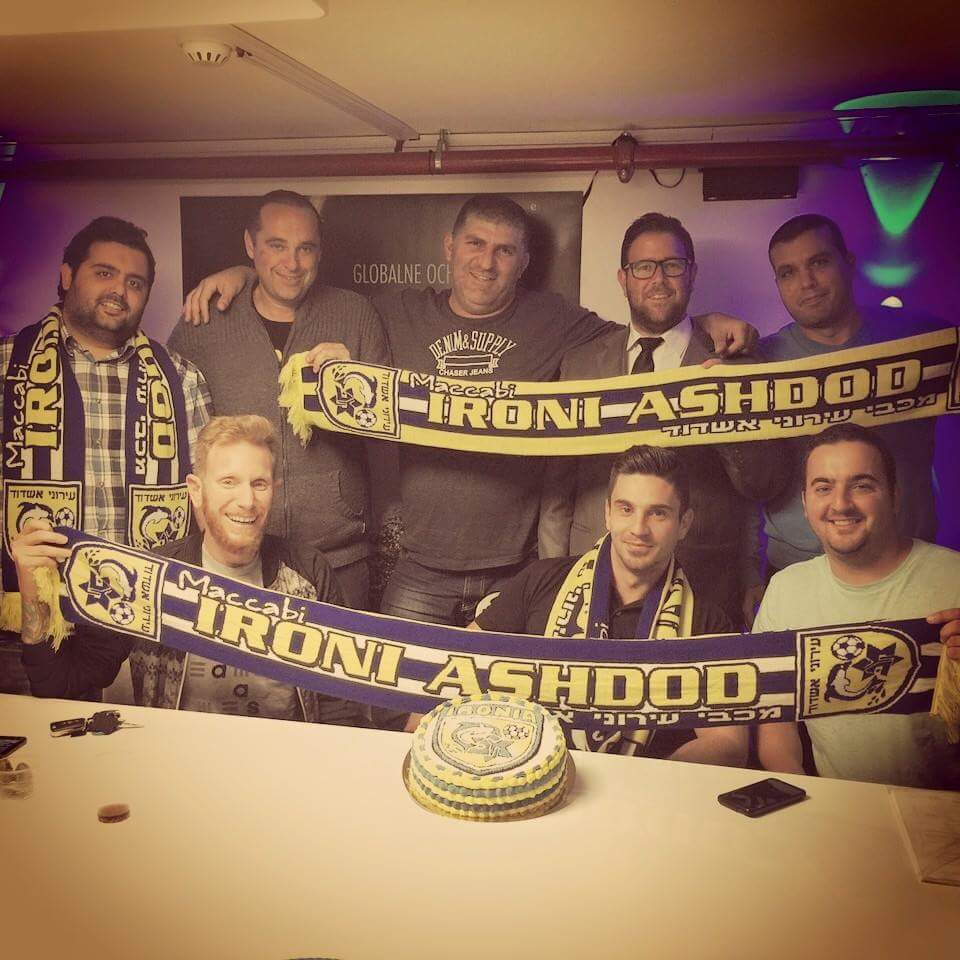
Założyciele klubu w 2015 roku

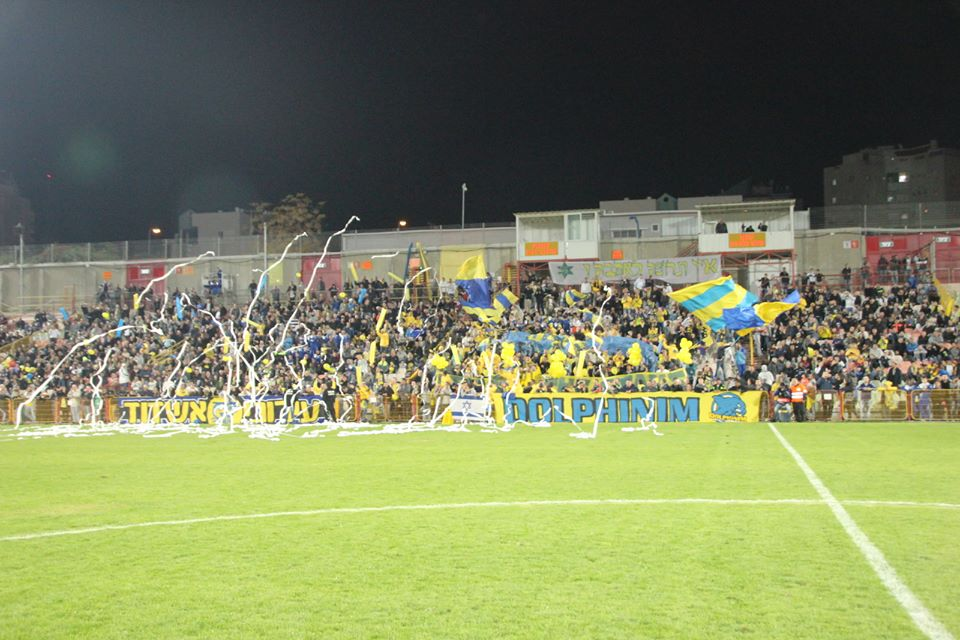
Fani drużyny w meczu derbowym w Ashdod

- Baruch Dego
- Allon Chazzan
- Bonni Ginzburg
- Emił Welew
- Aleksandr Połukarow
- Ihor Petrow
- Uche Okafor
- Kazimierz Moskal
- Alon Mizrachi